# Partidul Forțelor Democratice
Partidul Forțelor Democratice (abreviat PFD) a fost un partid politic din Republica Moldova care a existat între anii 1993 - 2002. 
La 10 aprilie 1993 a avut loc Congresul al II-lea al CI care a aprobat Programul și Statutul acestui partid. Noua redacție a Programului a fost aprobată la Congresul al VI-lea al PFD, iar Statutul a fost modificat la Congresele al IV-lea (1994), al V-lea (1995) și al VII-lea (1997).
La 1 decembrie 2002 și-a ținut lucrările Congresul al IX-lea al PFD care a aprobat hotărîrea Consiliului Național privind aderarea acestui partid la Partidul Social-Liberal.
La alegerile parlamentare din 22 martie 1998, formațiunea a obținut 143.428 de voturi valabil exprimate (8,84%), ceea ce i-a permis să depășească pragul electoral de 4% și să intre în posesia a 11 mandate de deputați în Parlamentul de legislatura a XIV-a.

Parlamentare 1994
Locale 1995
Prezidențiale 1996 (turul I)
Parlamentare 1998